# Journal de Sierre et du Valais central
Le Journal de Sierre et du Valais central est un journal bimensuel suisse publié en Valais central.